# Wiadomości Lubińskie
Wiadomości Lubińskie – tygodnik lokalny wydawany w Lubinie od 2004 r.
"Wiadomości Lubińskie" są gazetą lokalną, która publikuje przede wszystkim informacje dotyczące miasta i powiatu lubińskiego. Na swoich łamach opisuje aktualne sprawy społeczne, polityczne i kulturalne. W stałych rubrykach pojawia się repertuar kina, komiks, horoskop.
Tygodnik dystrybuowany jest w najruchliwszych punktach Lubina oraz w całym powiecie lubińskim. Gazetę można spotkać m.in. w centrach handlowych, kawiarniach, kafejkach, restauracjach, urzędach i szkołach. Od roku 2007 ukazuje się także e-wydanie „Wiadomości Lubińskich”.